# Cháy rừng California năm 2007
Các vụ cháy rừng California tháng 10 năm 2007 là một loạt khoảng 20  vụ cháy rừng xảy ra khắp Nam California, buộc hơn 500.000 dân phải di tản, phá hủy ít nhất 895 căn nhà và gây nguy cơ hỏa hoạn đối với 15.000 căn nhà khác. Các vụ cháy đã làm chết ít nhất một người, làm bị thương ít nhất 16 lính cứu hỏa và 25 người khác. Tổng thống Bush đã phải tuyên bố tình trạng khẩn cấp tại tiểu bang California và đã ra lệnh tiến hành Cứu viện Liên bang để hỗ trợ cho các nỗ lực đối phó với hỏa hoạn tại địa phương. Thống đốc bang California Arnold Schwarzenegger đã tuyên bố một tình trạng khẩn cấp ở bảy quận nơi có lửa cháy. Ít nhất có 267.000 a đất bị đốt cháy từ Quận Santa Barbara đến biên giới Mexico. Các quan chức đã cho biết họ sợ rằng cơn đại hỏa ngục này có thể vượt qua sức tàn phá của đợt Hỏa hoạn Cedar năm 2003, được xem là cơn hỏa hoạn đang giữ kỷ lục tồi tệ nhất. Số lượng và cường độ của hỏa hoạn đã khiến cho các nguồn lực chống hỏa đi đến giới hạn, và cục cứu hỏa California báo cáo "việc thiếu nguồn lực đang cản trở các nỗ lực dập lửa."
Một nguyên nhân cơ bản của các cơn cháy rừng là nạn hạn hán đang xảy ra ở Nam California. Các đám cháy đã bùng phát và được các cơn gió Santa Ana đã phát tán rộng ra. Người ta cho rằng các cơn gió đã xô ngã các tuyến đường dây điện, tạo ra nhiều cơn hỏa hoạn. Một vụ hỏa hoạn bị cố ý gây ra; một vụ khác do một chiếc xe tải nhẹ bị lật. Các nguyên nhân của các cơn hỏa hoạn còn lại đang được điều tra. Tình hình về gió sẽ không được cải thiện trước 25 tháng 10 năm 2007.

## Hình ảnh

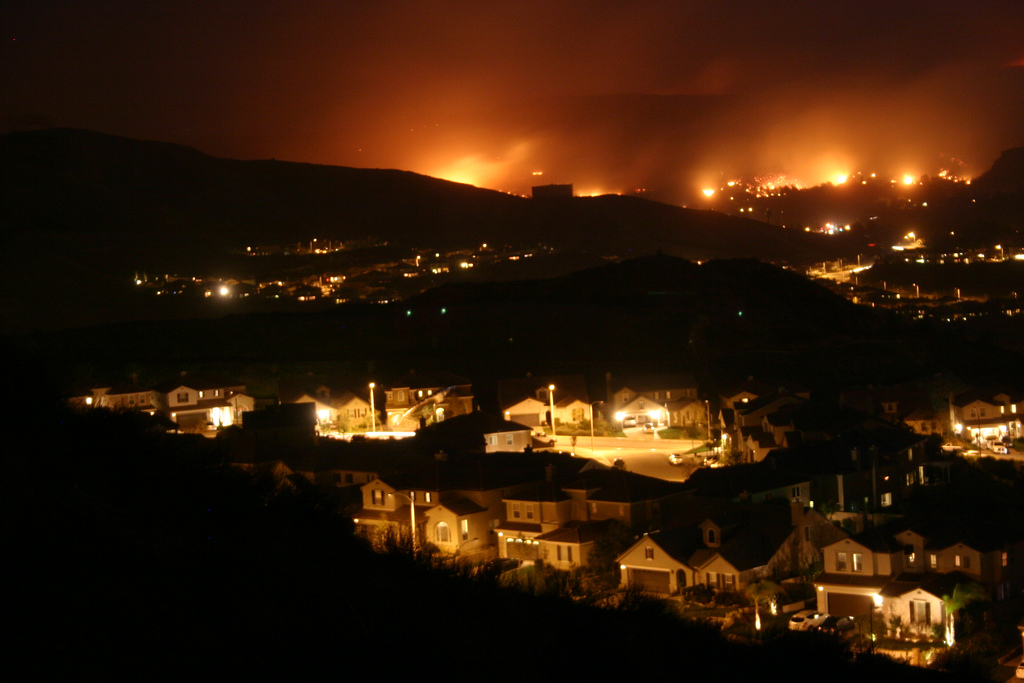
Santa Clarita, California đêm 21 tháng 10 năm 2007
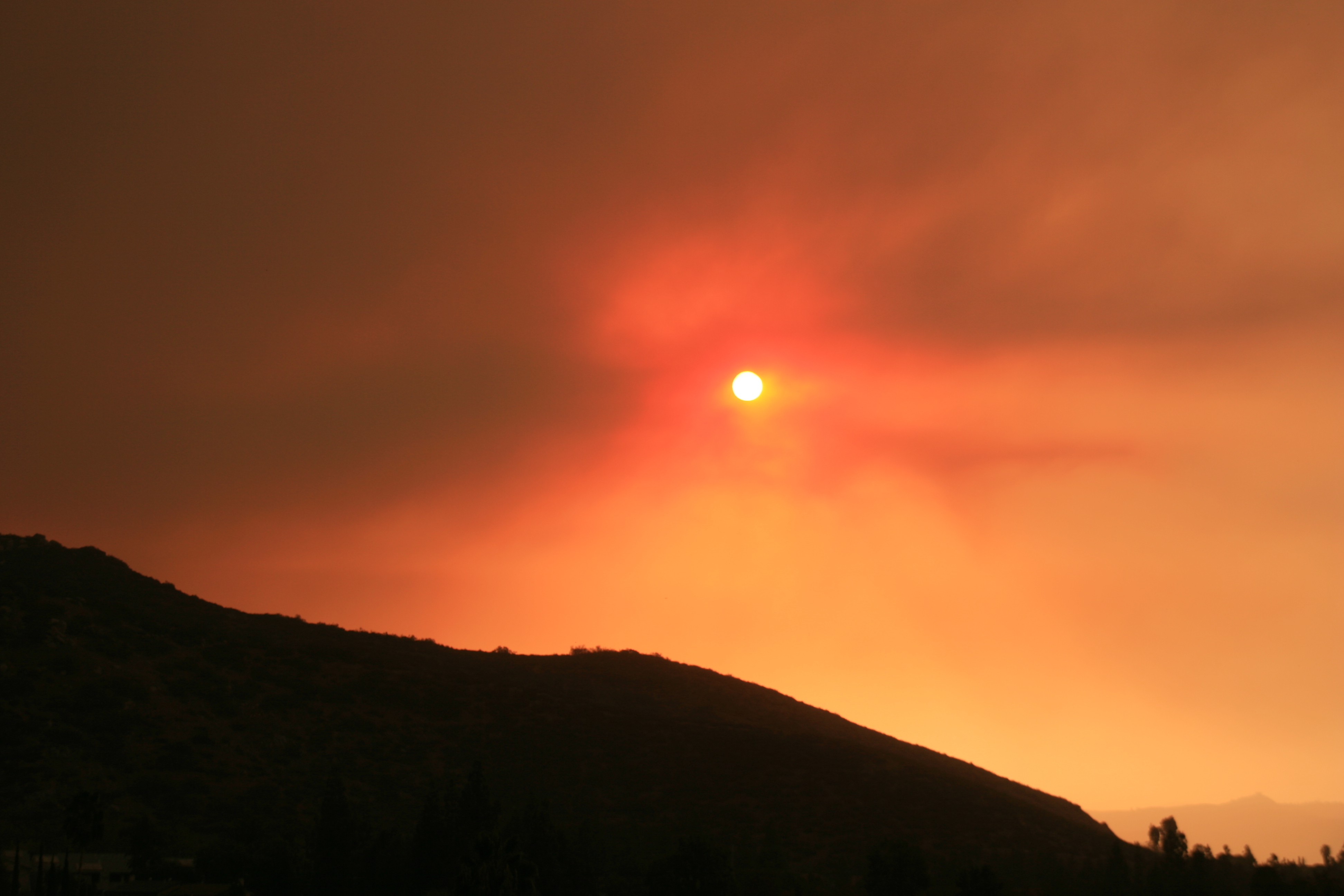
Khói kín trời lúc bình minh ngày 22 tháng 10 năm 2007
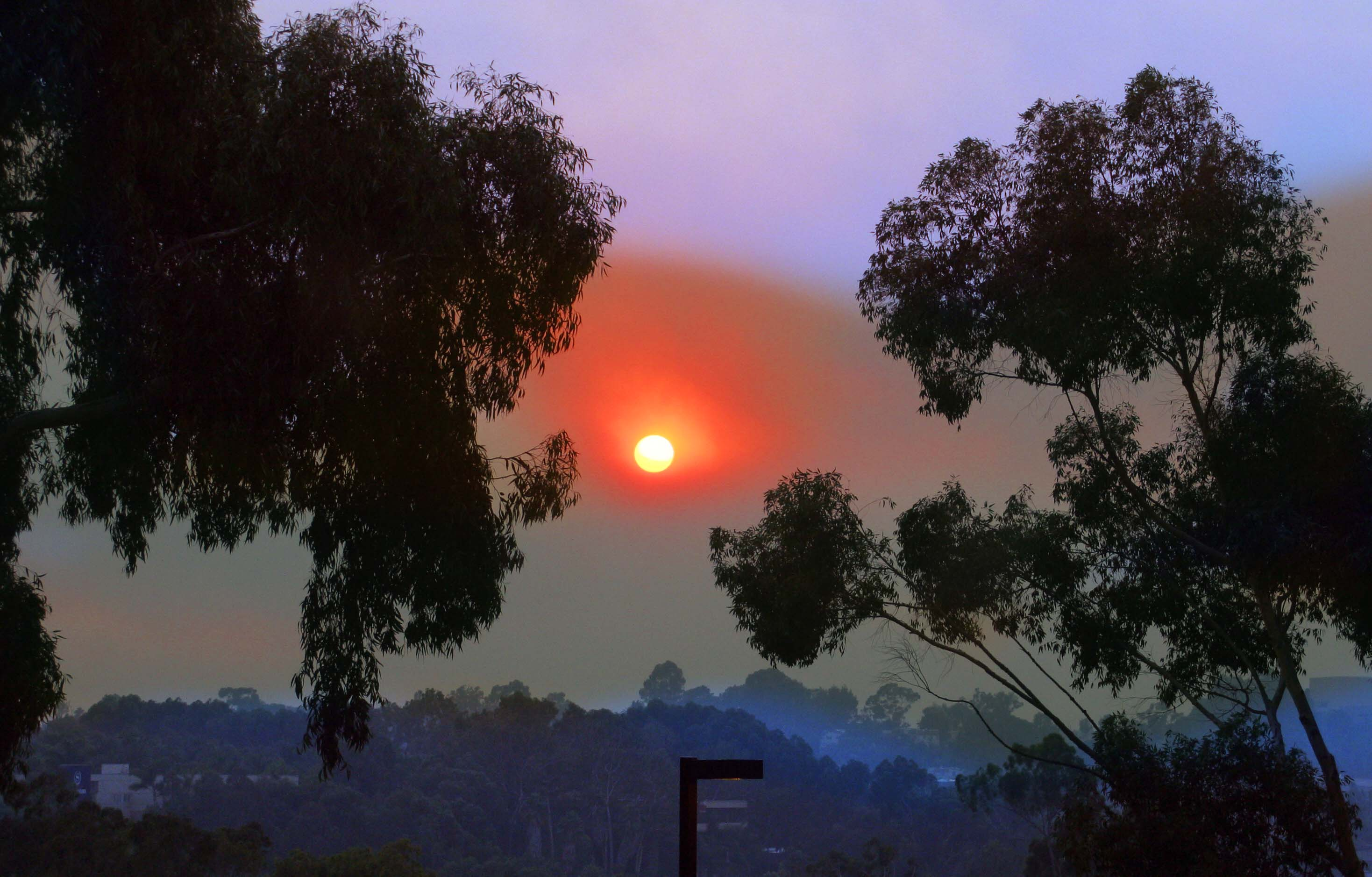
Hoàng hôn ở bầu trời đặc khói của San Diego, 21 tháng 10năm 2007